# حرب البراعصة والعبيدات
حرب البراعصة والعبيدات هي صراع مسلح نشب بين قبيلتي البراعصة، والعبيدات في الفترة 1860-1890 في برقة في منطقة الجبل الأخضر في ليبيا خلال القرن التاسع عشر. حقق البراعصة نجاحاً كبيرًا وانتصارآ في معظم المعارك ولكن انتهت بعدها بصلح وليس بانتصار اي من طرفين  .

## الخلفية التاريخية
- كانت قبيلة العبيدات قد دخلت في حرب كبيرة (ربما في القرن الثامن عشر) ضد جيرانهم الشرقيين قبيلة أولاد علي وسبب تلك الحرب فرض الاتراك على جميع القبائل ضرائب أو الجزية وقد رفضوا أولاد علي دفع تلك الضرائب وكان الرد بأنهم يدفعون الزكاة لبيت الله وبعدها شن الاتراك حرب بعد اتفاقية مع من دفعوا الجزية وعلى رأسهم قبيلة العبيدات ومساعده ودعم بالمال والذهب من القري وتحضير أكثر من 1000 جندي اغلبهم من الاتراك وحاربوا بجانب بعض من قبائل الغرب والعبيدات ضدأبناء عمومتهم و (كلا القبيلتين من نسل قبيلة بني سُعدة وهذه من نسل قبية بني سُليم من الجزيرة العربية)، وكانت نتيجة الحرب هزيمة أولاد علي وإخراجهم من برقة في منطقة الجبل الأخضر إلى مصر، كقبائل مهزومة واستوطنوا شرق اقليم برقة من السلوم الي البحيرة وقد عرفت هذه القصة في التراث الشعبي الليبي باسم «تجريدة حبيب».[1]

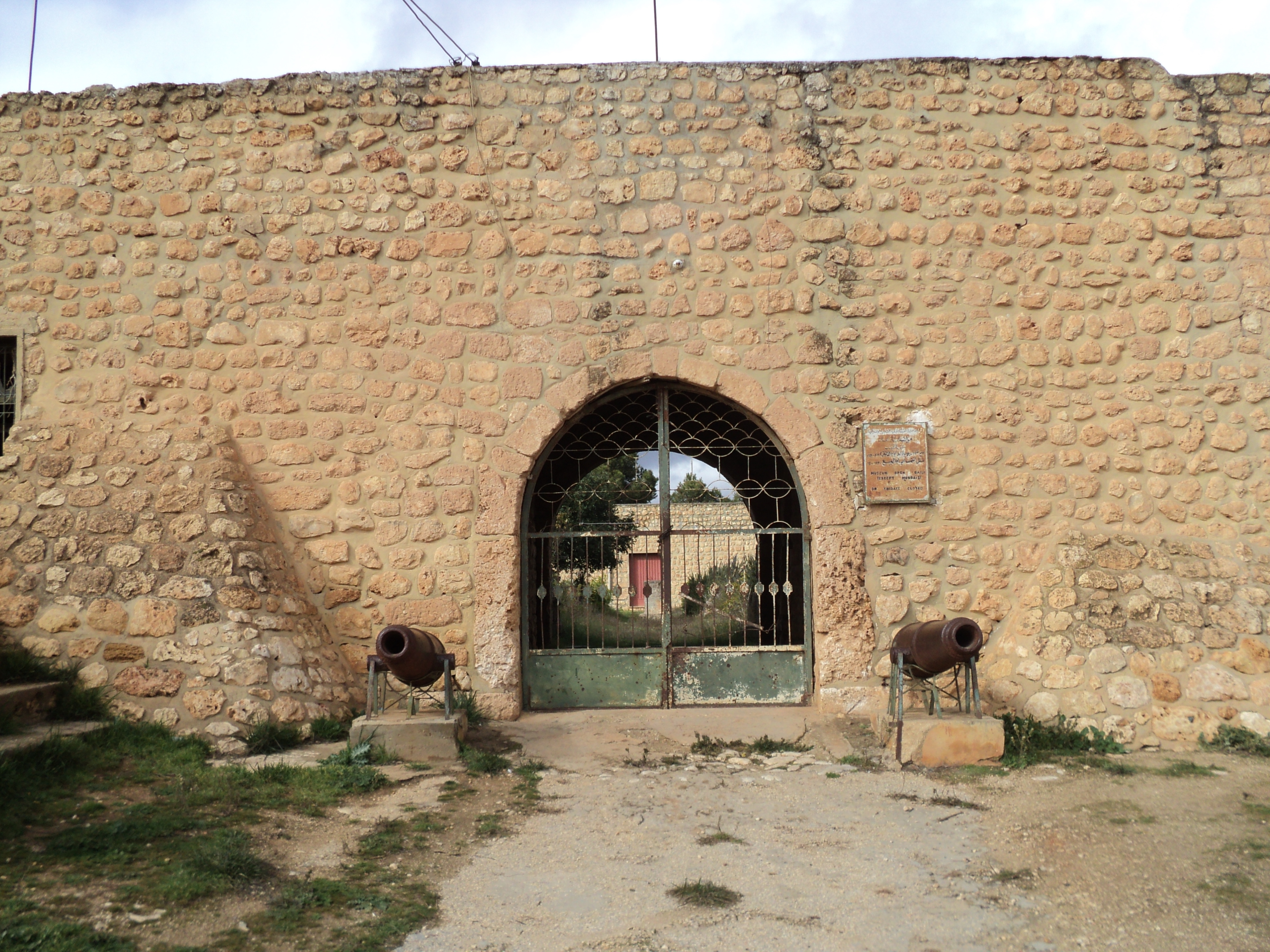
قلعة أبو بكر حدوث في القيقب.

- أما بالنسبة للبراعصة، فإن زعيمها «أبو بكر حدّوث» (من نسل عبد السلام بن مشيش من المغرب)[2]، قد عينته الإمبراطورية العثمانية برتبة «بي» حاكماً على جميع قبائل «الحرابي»[3] (البراعصة، العبيدات، الحاسة، الدرسة، عائلة فايد، أولاد حمد)، وقد عدّه العبيدات حاكماً قاسياً، وكان من الصعب على قبيلة كبيرة مثل العبيدات أن تبقى تحت نفوذ قبيلة أخرى، لذلك فإن الصراع لم يكن هناك مفر منه.[4]

## سير الحرب
- بدأت الحرب عام 1860، وحقق فيها البراعصة نجاحاً أول الأمر، حيث تقدم البراعصة في أرض العبيدات حتى وصلوا إلى موقع «عين مارة» حيث واجهوا هزيمة كبيرة، وحاسمة ناصر خلالها العديد من القبائل الأخرى قبيلة العبيدات، وانتهت الحرب بالصلح عام 1890، مخلفة وراءها 2000 قتيل من الطرفين،[5] بينهم أخوين لأبوبكر، وهذه هي المعلومات الأساسية المتوفرة عن الحرب، ومن الصعب التخيل كم أن هذه المعلومات قليلة مقارنة بأنها حرب طويلة.
- أبو بكر حدوث لم يحضر نهاية الحرب، حيث ذهب إلى بنغازي، وتوفي هناك عام 1870.[6]

## إرث الحرب
- لم تكن هذه الحرب هي الوحيدة بين القبائل في برقة، حيث أن حروباً كهذه كانت سمة سائدة ذلك العصر، وهي تمثل نسخة القرن التاسع عشر من حرب البسوس، وبمجيء السيد محمد بن علي السنوسي إلى برقة في القرن التاسع عشر، بدأ عدد هذه الحروب يتناقص تدريجياً، وعندما غزا الإيطاليون ليبيا عام 1911، لم يجد الزعماء السنوسيون صعوبة كبيرة في توحيد جهود القبائل ضد الغزاة.
- مثل حرب البسوس أيضاً ألأشعار والحكايات المبالغ فيها مثلت بقايا هذه الحرب.